# Saint-Mars-du-Désert, Loire-Atlantique
Saint-Mars-du-Désert (bretonska: Sant-Marzh-an-Dezerzh) är en kommun i departementet Loire-Atlantique i regionen Pays de la Loire i nordvästra Frankrike. Kommunen ligger i kantonen Nort-sur-Erdre som tillhör arrondissementet Châteaubriant. År 2022 hade Saint-Mars-du-Désert 5 435 invånare.

## Befolkningsutveckling
Antalet invånare i kommunen Saint-Mars-du-Désert
| Referens: INSEE |